# 1984-es MTV Video Music Awards
Az 1984-es MTV Video Music Awards díjátadója 1984. szeptember 14-én került megrendezésre, és a legjobb, 1983. május 2-ától 1984. május 2-ig készült klipeket díjazta. Az est házigazdái Dan Aykroyd és Bette Midler voltak. A díjakat a Radio City Music Hall-ban adták át.
Az est legnagyobb győztese Herbie Hancock volt, aki öt díjjal távozott. Őt Michael Jackson követi három győzelemmel. Az est legfontosabb díját azonban a The Cars You Might Think klipje kapta meg. Ez volt az első azon kevés eset közül, amelyben Az év videója kategória győztese nem kapott több díjat.
A jelölések számát figyelembe véve Hancock Rockit és a The Police Every Breath You Take videója vezet, nyolc-nyolc jelöléssel. Az 1984-es év legtöbbször jelölt előadója Cyndi Lauper lett, aki a Legjobb női videó díj megszerzése mellett kilenc további jelöléssel büszkélkedhet (ezeket két videójáért kapta: hatot a Girls Just Want to Have Fun-ért és hármat a Time After Time-ért).

## Jelöltek
A győztesek félkövérrel vannak jelölve.

### Az év videója
- The Cars — You Might Think
- Herbie Hancock — Rockit
- Michael Jackson — Thriller
- Cyndi Lauper — Girls Just Want to Have Fun
- The Police — Every Breath You Take

### Legjobb férfi videó
- David Bowie — China Girl
- Herbie Hancock — Rockit
- Michael Jackson — Thriller
- Billy Joel — Uptown Girl
- Lionel Richie — All Night Long (All Night)

### Legjobb női videó
- Pat Benatar — Love Is a Battlefield
- Cyndi Lauper — Girls Just Want to Have Fun
- Cyndi Lauper — Time After Time
- Bette Midler — Beast of Burden
- Donna Summer — She Works Hard for the Money

### Legjobb csapatvideó
- Huey Lewis and the News — The Heart of Rock & Roll
- The Police — Every Breath You Take
- Van Halen — Jump
- ZZ Top — Legs
- ZZ Top — Sharp Dressed Man

### Legjobb új előadó egy videóban
- Eurythmics — Sweet Dreams (Are Made of This)
- Cyndi Lauper — Girls Just Want to Have Fun
- Cyndi Lauper — Time After Time
- Madonna — Borderline
- Wang Chung — Dance Hall Days

### Legjobb koncepcióvideó
- The Cars — You Might Think
- Herbie Hancock — Rockit
- Michael Jackson — Thriller
- Cyndi Lauper — Girls Just Want to Have Fun
- The Rolling Stones — Undercover of the Night

### Legtöbbet újító videó
- The Alan Parsons Project — Don't Answer Me
- The Cars — You Might Think
- Thomas Dolby — Hyperactive
- Herbie Hancock — Rockit
- Neil Young — Wonderin'

### Legjobb színpadi teljesítmény
- David Bowie — Modern Love
- Duran Duran — The Reflex
- Bette Midler — Beast of Burden
- Pretenders — Middle of the Road
- Van Halen — Jump

### Legjobb klipbeli alakítás
- David Bowie — China Girl
- Michael Jackson — Thriller
- Cyndi Lauper — Girls Just Want to Have Fun
- The Police — Every Breath You Take
- Van Halen — Jump

### Legjobb rendezés
- The Bongos — Numbers with Wings (Rendező: Juliano Waldman)
- Ian Hunter — All of the Good Ones Are Taken (Rendező: Martin Kahan)
- Billy Idol — Dancing with Myself (Rendező: Tobe Hooper)
- Cyndi Lauper — Time After Time (Rendező: Edd Griles)
- Huey Lewis and the News — I Want a New Drug (Rendező: David Rathod)
- The Police — Every Breath You Take (Rendező: Godley & Creme)
- ZZ Top — Gimme All Your Lovin' (Rendező: Tim Newman)
- ZZ Top — Sharp Dressed Man (Rendező: Tim Newman)

### Legjobb koreográfia
- Toni Basil — Over My Head (Koreográfus: Toni Basil)
- Michael Jackson — Thriller (Koreográfus: Michael Jackson és Michael Peters)
- Elton John — I'm Still Standing (Koreográfus: Arlene Phillips)
- Bette Midler — Beast of Burden (Koreográfus: Bette Midler és Toni Basil)
- Donna Summer — She Works Hard for the Money (Koreográfus: Arlene Phillips)

### Legjobb speciális effektek
- The Cars — You Might Think (Speciális effektek: Charlex)
- Thomas Dolby — Hyperactive (Speciális effektek: Dave Yardley)
- Herbie Hancock — Rockit (Speciális effektek: Godley & Creme)
- Billy Idol — Dancing with Myself (Speciális effektek: Eric Critchley)
- Talking Heads — Burning Down the House (Speciális effektek: David Byrne és Julia Hayward)

### Legjobb művészi rendezés
- The Cars — You Might Think (Művészi rendezés: Bob Ryzner)
- Herbie Hancock — Rockit (Művészi rendezés: Jim Whiting és Godley & Creme)
- Billy Idol — Dancing with Myself (Művészi rendezés: Kim Colefax)
- The Police — Every Breath You Take (Művészi rendezés: Kim Colefax és Godley & Creme)
- Queen — Radio Ga Ga (Művészi rendezés: Bryce Walmsley)

### Legjobb vágás
- Duran Duran — The Reflex (Vágó: Steven Priest)
- Herbie Hancock — Rockit (Vágó: Roo Aiken és Godley & Creme)
- Billy Idol — Eyes Without a Face (Vágó: Chris Trexler)
- Elton John — I'm Still Standing (Vágó: Warren Lynch)
- The Police — Every Breath You Take (Vágó: Roo Aiken és Godley & Creme)
- ZZ Top — Legs (Vágó: Sim Sadler és Bob Sarles)
- ZZ Top — Sharp Dressed Man (Vágó: Sim Sadler)

### Legjobb operatőr
- David Bowie — China Girl (Operatőr: John Metcalf)
- Billy Idol — Eyes Without a Face (Operatőr: Tony Mitchell)
- Kiss — All Hell's Breakin' Loose (Operatőr: Tony Mitchell and Jim Crispi)
- John Cougar Mellencamp — Authority Song (Operatőr: Daniel Pearl)
- The Police — Every Breath You Take (Operatőr: Daniel Pearl)
- Stray Cats — (She's) Sexy + 17 (Operatőr: Harry Lake)

### Közönségdíj
- The Cars — You Might Think
- Herbie Hancock — Rockit
- Michael Jackson — Thriller
- Cyndi Lauper — Girls Just Want to Have Fun
- The Police — Every Breath You Take

### Életmű-díj
- The Beatles
- David Bowie
- Richard Lester

### Különleges elismerés
- Quincy Jones

## Fellépők
- Rod Stewart — Infatuation
- Madonna — Like a Virgin
- Huey Lewis & The News — I Want a New Drug
- David Bowie — Blue Jean
- Tina Turner — What's Love Got to Do with It
- ZZ Top — Sharp Dressed Man
- Ray Parker, Jr. — Ghostbusters

## Résztvevők
- Ed Koch — bejelentette, hogy a Radio City Music Hall a "Video City Music Hall" nevet viseli az éjszaka során
- Cyndi Lauper — felolvasta a jelölés és a díjak odaítélésének szabályait "ókori babilóniaiul"
- Roger Daltrey — átadta a Legjobb klipbeli alakítás díjat
- Grace Slick és Mickey Thomas — átadta a Legjobb új előadó egy videóban díjat
- J.J. Jackson — egy backstage-felvételen szerepelt egy reklámszünet előtt
- Ronnie Wood — átadta a Legjobb színpadi teljesítmény díjat
- Daryl Hall és John Oates — bemutatták a szakmai díjak győzteseit
- Peter Wolf — átadta a Legjobb koreográfia díjat (Cynthia Gregory balerinával)
- Alan Hunter — egy félemeletről készült felvételen tűnt fel egy reklámszünet után
- Dale Bozzio — átadta a Legtöbbet újító videó díjat
- Ric Ocasek — átadta a Legjobb csapatvideó díjat
- Mick Jagger — a következő résztvevőket mutatta be egy magnószalagról
- The Police (Andy Summers és Stewart Copeland) — átadta az Életmű-díjat a The Beatles-nek és Richard Lester-nek
- Herbie Hancock — átadta az Életmű-díjat David Bowie-nak
- John Cougar Mellencamp — Mark Goodman meginterjúvolta a helyén egy reklámszünet előtt
- John Landis — átadta a Legjobb rendezés díjat
- Rod Stewart és Ronnie Wood — átadta a Különleges elismerés díjat
- David Lee Roth — Martha Quinn meginterjúvolta a helyén egy reklámszünet előtt
- Fee Waybill — átadta a Legjobb koncepcióvideó díjat
- Billy Idol — átadta a Közönségdíjat
- Carly Simon — Nina Blackwood meginterjúvolta a backstage-ben egy reklámszünet előtt
- Duran Duran (Simon Le Bon és Nick Rhodes) — átadta a Legjobb női videó díjat
- The Go-Go's (Belinda Carlisle és Kathy Valentine) — átadta a Legjobb férfi videó díjat
- Iggy Pop — átvette a Legjobb férfi videó díjat, David Bowie nevében
- Eddie Murphy és Joe Piscopo — átadta Az év videója díjat